# Trittame rainbowi
Trittame rainbowi là một loài nhện trong họ Barychelidae. Loài này phân bố ờ Queensland.